# Adriaen Collaert
Adriaen Collaert (1561 Antverpy – 1618 Antverpy) byl vlámský rytec a kreslíř, zabývající se převážně žánry alegorií a náboženství. 

## Životopis
Učil se kresbě a grafice v dílně svého otce Jana I. Collaerta a postupně také u dalších mistrů (Jan Bie, Jacques de Bie, Jan a Quirin Boelové, Adriaen Boon, bratr Jan II. Collaert, Abraham van Merlen) v Antverpách, kde je doložen po většinu své kariéry jako měšťan a člen malířského cechu svatého Lukáše. Roku 1587 se oženil s Justou Galleovou, sestrou grafika Cornelise Gallea. Grafikem byl také Adriaenův bratr Jan II. Collaert.
Po Adriaenově smrti se vdova Justa (Josina) provdala za rytce Pietra de Jode staršího.
Vedl vlastní oficínu (ryteckou a tiskařskou dílnu) a vydavatelství. Rytiny vydával v souborech, často celá tematická alba, svázaná v deskách nebo v menších formátech jako kniha. Často kopíroval předlohy vlámského malíře Martena de Vosa. Rytcem a tiskařem byl rovněž jeho bratr Jan Collaert. 
Podle předloh Martena de Vosa Oraculum Anachoreticum vzniklo album výjevů ze života svatých poustevníků s dvoujazyčnými popiskami pod obrázky, které se rozšířilo po celé Evropě jako encyklopedie eremitů a anachorétů. Collaert spolupracoval na některých z 94 rytin s rytci Rafaelem I. Sadelerem a Cornelisem Gallem, který byl Collaertovým švagrem. Jejich práce na tomto cyklu trvala čtyři roky a byla proti konkurenci chráněna papežským privilegiem.

## Dílo (výběr)
- Alegorie čtyř světadílů podle předloh vlámského malíře Martena de Vos
- Alegorie Pěti smyslů
- Alegorie sedmi planet a stupňů věku člověka
- Vita S. Virginis Teresiæ a Iesv ordinis carmelitarvm excalceatorvm piae restavratricae (česky:Život svaté panny Terezie od Ježíše, obnovitelky řádu neobutých karmelitánů), cyklus 30 mědirytin, celostranné ilustrace s popiskami (první tisk 1613)
- Solitudo Sive Vitae Patrum Eremicolarum (česky: Samota čili Životy Otců poustevníků) (1594-1598), cyklus 92 mědirytin; jeho předlohy provedli Rafael I. Sadeler a Cornelis Galle
- Avivum vivae (česky žijící ptactvo)
- Koně - ve spolupráci s Markem Sadelerem

## Alegorie čtyř světadílů

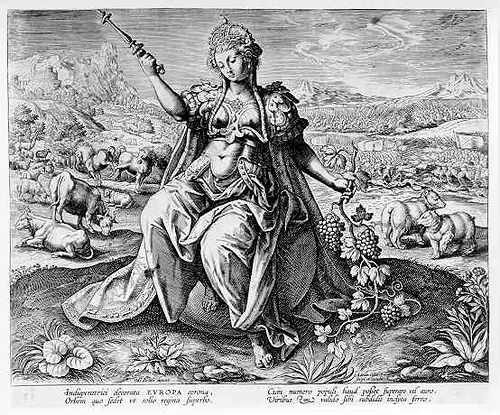
Evropa
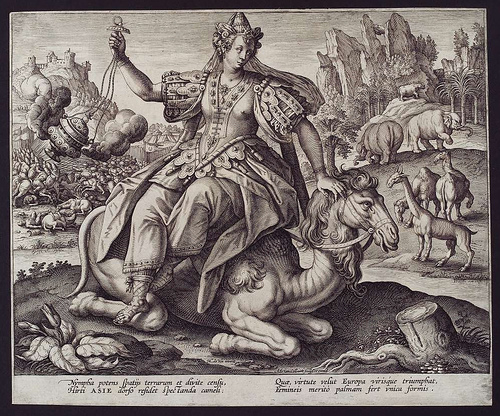
Asie
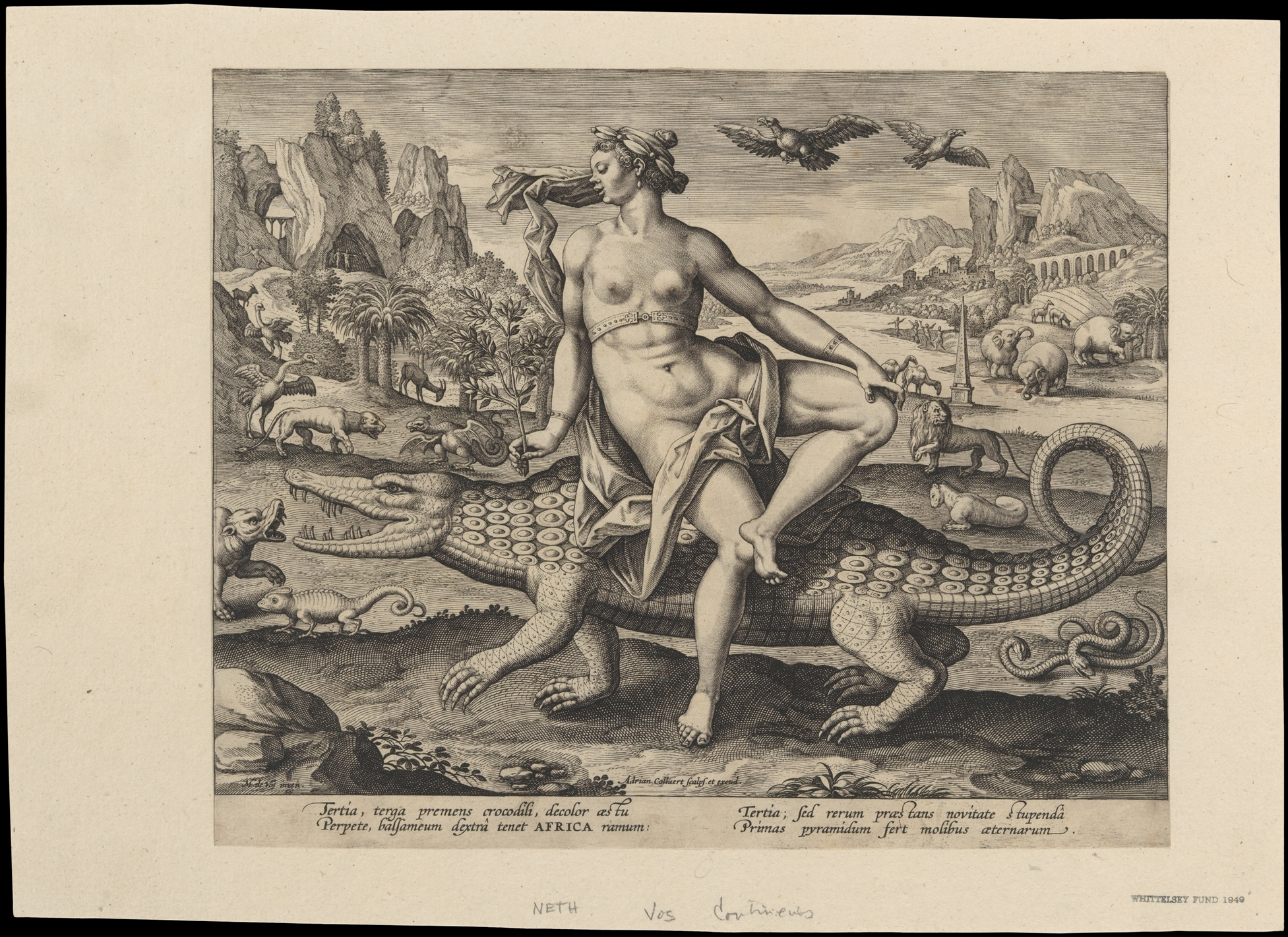
Afrika
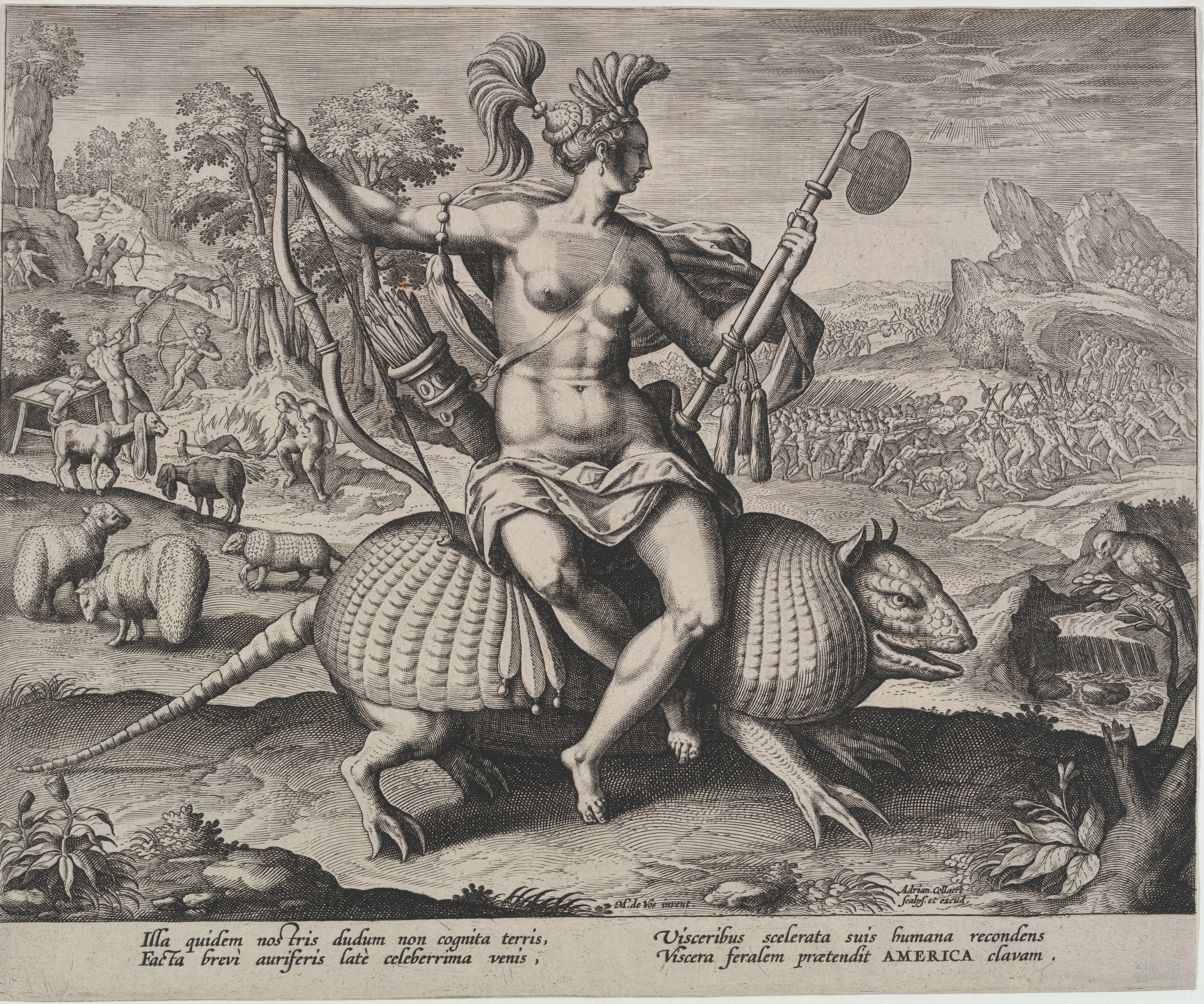
Amerika